# Maccabi Haïfa
Le Maccabi Haïfa (en hébreu : מכבי חיפה) est un club omnisports de la ville de Haïfa, en Israël.

## Sections
- Maccabi Haïfa Football Club
- Maccabi Haïfa Basketball Club